# Медаль «20 лет Независимости Туркменистана»
Медаль «20 лет Независимости Туркменистана» (туркм. «Türkmenistanyň Garaşsyzlygynyň 20 ýyllygyna») — государственная награда Туркменистана.

## Положение о юбилейной медали Туркменистана[1]
1. Юбилейная медаль Туркменистана «Türkmenistanyň Garaşsyzlygynyň 20 ýyllygyna» учреждена для награждения за большие заслуги перед Родиной и обществом, достигнутые добросовестным трудом в течение 20-ти славных лет независимости Туркменистана.
2. Юбилейной медалью Туркменистана «Türkmenistanyň Garaşsyzlygynyň 20 ýyllygyna» награждаются:
  - за многолетний добросовестный труд во имя упрочения независимости и суверенитета Туркменистана, плодотворную и эффективную государственную, общественную деятельность, а также за большой личный вклад в укрепление международного авторитета Отчизны во всем мире;
  - за выдающиеся успехи и высокие заслуги в успешном претворении в жизнь намеченных программ по укреплению экономической мощи, развитию науки, образования, культуры, искусства, здравоохранения независимого нейтрального Туркменистана, а также по развитию других сфер жизни страны;
  - за большой личный вклад в укрепление обороноспособности независимого Туркменистана, в дело обеспечения безопасности граждан, законности и правопорядка;
  - за большие заслуги в деле воспитания подрастающего поколения в духе любви и преданности Родине, мужества, добросовестности, высокой духовности.
3. Юбилейной медалью Туркменистана «Türkmenistanyň Garaşsyzlygynyň 20 ýyllygyna» награждаются граждане независимого Туркменистана. Юбилейной медалью Туркменистана «Türkmenistanyň Garaşsyzlygynyň 20 ýyllygyna» Президентом Туркменистана могут быть награждены также иностранные граждане.
4. Лицам, удостоенным этой награды, вручаются юбилейная медаль Туркменистана «Türkmenistanyň Garaşsyzlygynyň 20 ýyllygyna» и удостоверение к ней.
5. Лицам, награждённым юбилейной медалью Туркменистана «Türkmenistanyň Garaşsyzlygynyň 20 ýyllygyna», выплачивается единовременная премия в размере трёхкратной минимальной заработной платы.
6. Лица, награждённые юбилейной медалью Туркменистана «Türkmenistanyň Garaşsyzlygynyň 20 ýyllygyna», пользуются льготами в порядке, установленном законодательством Туркменистана.

## Описание медали
Юбилейная медаль Туркменистана «Turkmenistanyň Garaşsyzlygynyň 20 ýyllygyna» имеет форму восьмигранной звезды, поверхность которой покрыта эмалью белого цвета и украшена позолоченными национальными узорами. По краям восьмигранника проходит тонкая линия из эмали зелёного цвета. Общий диаметр медали - 44 мм.
В центре восьмигранника находится отдельным слоем круг, покрытый эмалью зелёного цвета, диаметр которого составляет 27,5 мм, а ширина - 3,25 мм. В круге размещена надпись «GARAŞSYZ TÜRKMENISTAN», где оба слова разделены тремя позолоченными звёздами с каждой стороны.
На зелёно-белом фоне внутренней части круга, на изображении расходящихся лучей солнца отдельным слоем помещены выполненные из позолоченного серебра изображения Монумента Независимости, карты Туркменистана, римская цифра «XX», означающая юбилейный год независимого Туркменистана, а также изображения пяти национальных ковровых гёлей, покрытых в углублениях красной эмалью, и двух оливковых ветвей, символизирующих нейтралитет Туркменистана.
Медаль и колодка выполнены из позолоченного серебра 925 пробы. Медаль тремя колечками соединена с колодкой прямоугольной формы, покрытой эмалью зелёного цвета и имеющей ширину 31 мм и высоту 20 мм. На зелёном фоне изображен полумесяц с пятью звёздами. На обратной стороне колодки размещена застёжка.